# 宣城城墙
宣城城墙，位于中国安徽省宣城市。今已无存。

## 历史
东晋咸和二年(327年)，桓彝筑子城。西晋时，筑子城。隋开皇十二年(591年)，宣州刺史王选筑罗城。唐末，城毁。
乾德元年(963年)，宣州刺史林仁肇重筑宣城城墙，规模小于隋代罗城，宣城城池规模始定。其后朝代多有修缮。1939年1月，拆除城墙。

## 形制
宣城城墙设5门，分别为：薰化门（南门）、泰和门（小东门）、阳德门（大东门）、宝城门（西门）、拱极门（北门）。